# Christian Rogge

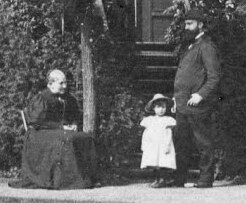
Christian Rogge mit Ehefrau und Tochter in Kiel, etwa 1898

Christian Rogge (Taufname: Christian Johann Friedrich Albrecht) (* 13. April 1864 in Darkehmen, Ostpreußen; † 6. August 1912 in Weilburg (Lahn)) war Generalsuperintendent der Evangelischen Kirche in der Rheinprovinz.

## Leben

### Herkunft und Familie
Christian Rogge wurde als Sohn des Theologen und Heimathistorikers Adolf Rogge (1827–1886) und seiner Gemahlin Louise Pachnio (Tochter eines Rittergutsbesitzers und Majors) geboren. Er war mit Clara Plantier verheiratet. Aus der Ehe gingen fünf Kinder hervor.

### Beruflicher Werdegang
Ab dem Jahre 1883 studierte Rogge Mathematik in Leipzig und trat dem Verein deutscher Studenten bei. Nach seinem Wechsel zur Albertus-Universität Königsberg war er an der Gründung des Vereins Deutscher Studenten im Jahre 1885 beteiligt. Nach dem Tode seines Vaters im September 1886 setzte er in Berlin sein Studium mit dem Studienfach Theologie fort. Im Wintersemester 1886/1887 wurde er Vorsitzender des Vereines Deutscher Studenten und setzte sich stark für die freiwillige Krankenpflege im Kriege ein. Dabei sollten für dienstuntauglich erklärte oder zur Ersatzreserve II zurückgestellte Studenten ihren Dienst verrichten. Ein Jahr später wurde Rogge als Vorortsvorsitzender der höchste studentische Vertreter im Kyffhäuserverband. Seine Ideale hießen „Christentum, Deutschtum und Sozialreform“. Auf der Verbandstagung der Studentenschaften im Jahre 1888 stellte er einen Antrag zur Errichtung eines Gedenksteins für die Kaiserliche soziale Botschaft aus dem Jahre 1881. Nach Jahren hatte der Antrag Erfolg. So wurde auf dem Kyffhäuser im Jahre 1895 der Gedenkstein eingeweiht. Dabei hielt Rogge die Weiherede. Die beiden theologischen Staatsexamina legte er in den Jahren 1888 und 1890 ab. Bevor er am 28. März 1890 ordiniert wurde, war er als Garnisonshilfsprediger in Berlin tätig.
Zu Jahresbeginn 1891 wurde Rogge Divisionspfarrer der 1. Garde-Infanterie-Division und wechselte zwei Jahre später mit gleicher Funktion zur 15. Infanterie-Division in Köln. Zuvor war er noch in das Aktionskomitee des Evangelisch-Sozialen Kongresses gewählt worden. Während seiner Zeit als Marinepfarrer in der Marinestation der Ostsee in Kiel ab 1895 hatte er mehrfach Gelegenheit, vor Kaiser Wilhelm II. zu predigen. Eine Berufung als Hofprediger in Berlin lehnte er 1897 ab, ebenso auch später eine als Generalsuperintendent in Posen. 1901 wurde er in Kiel zum Marine-Oberpfarrer befördert. Von 1906 bis 1911 war er Hof- und Schlossprediger in Stettin und Mitglied des Stettiner Konsistoriums.
Am 6. Juni 1911 wurde Christian zum Nachfolger des am 4. Februar 1911 verstorbenen Generalsuperintendenten Valentin Umbeck ernannt und am 12. Juli von Ernst Dryander feierlich in sein Amt eingeführt. Seine Amtszeit währte nur kurz und war nicht zuletzt auch geprägt durch die Ereignisse im Zusammenhang mit der Amtsenthebung des Theologen Carl Jatho. Rogge setzte sich für die Einheit der rheinischen Kirche ein. Auf der Niederrheinischen Pastoral-Konferenz am 11. April 1912 setzte er klare Richtlinien „für die Vereinigung wissenschaftlich-theologischer Arbeit mit positivem Herzensglauben“. Die Förderung der Arbeit der Inneren Mission und die Gestaltung des evangelischen Religionsunterrichts an den höheren Lehranstalten waren seine Anliegen.
Rogge starb während einer Dienstreise und wurde am 10. August 1912 in Koblenz beerdigt, wobei die Trauerfeier in der Christuskirche stattfand.
Sein Amtsnachfolger wurde Karl Klingemann.

## Sonstiges
Rogge arbeitete zwischen 1901 und 1903 an dem Jahrbuch Neue Christoterpe mit.  1909 gründete er zusammen mit Rudolf Harney die kurzlebige Evangelische Rundschau für Pommern. Er stand dem Hofprediger Adolf Stoecker nahe, stellte sich aber nie in den Dienst seiner politischen Bewegung.

## Ehrungen
1903 ernannte ihn die Theologische Fakultät der Universität Kiel zum Lic. theol. h. c.

## Schriften
- Zusammen mit Johannes Quandt, Heinrich Frhr. v. Zedlitz (Hrsg.): Taschenbuch für die Mitglieder des Kyffhäuser-Verbandes der Vereine Deutscher Studenten. 1. und 2. Auflage Berlin 1888, 1892.
- Die sociale Bedeutung der Militärseelsorge. Vortrag. Dresden 1892.
- Thomas Carlyle. Ein Gedenkblatt zur hundertsten Wiederkehr seines Geburtstages. Göttingen 1895.
- Der irdische Besitz im Neuen Testament. Seine Beurteilung und Wertschätzung durch Christus und die Apostel. Göttingen 1897.
- Nimm und lies! Biblische Streifzüge und Charakterbilder. Stuttgart 1899.
- Moses und Christus. Predigten. Stuttgart 1900.
- Deutsche Seesoldaten bei der Belagerung der Gesandtschaften in Peking im Sommer 1900. Berlin 1902.
- Tapfere Männer und fröhliche Geber. Zwei Weihereden. Kiel/Leipzig 1902.
- Aussichten und Aufgaben. Betrachtungen über die Lage des Christentums in der geistigen Krise der Gegenwart. Stuttgart 1903.
- Wir heißen euch hoffen Predigten und Skizzen. Kiel/Leipzig 1905.
- Religiöse Charaktere aus dem 19. Jahrhundert. Stuttgart 1908.
- Kunst, Künstler, Christentum. Hamburg 1910.
- Näher mein Gott zu dir. Berlin 1911.
- Federzeichnungen zur Bergpredigt. Berlin 1911.
- Luther und die Kirchenbilder seiner Zeit. Leipzig 1912.